# 1987-es Formula–1 német nagydíj
Az 1987-es Formula–1-es világbajnokság  nyolcadik futama a német nagydíj volt.

## Futam
A német nagydíj időmérő edzésén Mansell nyert Senna, Prost és Piquet előtt.
A rajtot elrontotta a brit, így a vezetést Senna vette át. A brazil nem sokáig tudott az élen maradni, Mansell és Prost a második, Piquet a harmadik körben előzte meg. Prost utolérte Mansell-t, a 7. körben pedig az élre állt. Mansell motorja a 25. körben tönkrement, így Piquet a második helyre jött fel. Senna kétszer állt ki a boxba autója nehéz irányíthatósága miatt, emiatt visszaesett a mezőnyben. Úgy tűnt Prost megnyeri a versenyt, de 4 körrel a leintés előtt elektromos hiba miatt kiesett. Ennek köszönhetően Piquet győzött Johansson és a körhátrányban célbaérő Senna előtt. A negyedik és ötödik helyen Streiff és Palmer Tyrrellje végzett.
|         | Rsz. | Versenyző          | Csapat                 | Körök | Idő/Kiesések    | Rajthely | Pontok |
| ------- | ---- | ------------------ | ---------------------- | ----- | --------------- | -------- | ------ |
| 1       | 6    | Nelson Piquet      | Williams-Honda         | 44    | 1:21:25,091     | 4        | 9      |
| 2       | 2    | Stefan Johansson   | McLaren-TAG            | 44    | + 1:39,591      | 8        | 6      |
| 3       | 12   | Ayrton Senna       | Lotus-Honda            | 43    | + 1 kör         | 2        | 4      |
| 4 (1)   | 4    | Philippe Streiff   | Tyrrell-Ford           | 43    | + 1 kör         | 22       | 3      |
| 5 (2)   | 3    | Jonathan Palmer    | Tyrrell-Ford           | 43    | + 1 kör         | 23       | 2      |
| 6 (3)   | 30   | Philippe Alliot    | Larrousse-Ford         | 42    | + 2 kör         | 21       | 1      |
| 7       | 1    | Alain Prost        | McLaren-TAG            | 39    | Elektronika     | 3        |        |
| HN      | 9    | Martin Brundle     | Zakspeed               | 34    | Helyezés nélkül | 19       |        |
| Kiesett | 26   | Piercarlo Ghinzani | Ligier-Megatron        | 32    | Motorhiba       | 17       |        |
| Kiesett | 23   | Adrián Campos      | Minardi-Motori Moderni | 28    | Motorhiba       | 18       |        |
| Kiesett | 20   | Thierry Boutsen    | Benetton-Ford          | 26    | Motorhiba       | 6        |        |
| Kiesett | 5    | Nigel Mansell      | Williams-Honda         | 25    | Motorhiba       | 1        |        |
| Kiesett | 24   | Alessandro Nannini | Minardi-Motori Moderni | 25    | Motorhiba       | 16       |        |
| Kiesett | 17   | Derek Warwick      | Arrows-Megatron        | 23    | Turbó           | 13       |        |
| Kiesett | 10   | Christian Danner   | Zakspeed               | 21    | Féltengely      | 20       |        |
| Kiesett | 28   | Gerhard Berger     | Ferrari                | 19    | Turbó           | 10       |        |
| Kiesett | 19   | Teo Fabi           | Benetton-Ford          | 18    | Motorhiba       | 9        |        |
| Kiesett | 21   | Alex Caffi         | Osella-Alfa Romeo      | 17    | Motorhiba       | 26       |        |
| Kiesett | 8    | Andrea de Cesaris  | Brabham-BMW            | 12    | Motorhiba       | 7        |        |
| Kiesett | 27   | Michele Alboreto   | Ferrari                | 10    | Turbó           | 5        |        |
| Kiesett | 14   | Pascal Fabre       | AGS-Ford               | 10    | Motorhiba       | 25       |        |
| Kiesett | 18   | Eddie Cheever      | Arrows-Megatron        | 9     | Karburátor      | 15       |        |
| Kiesett | 11   | Nakadzsima Szatoru | Lotus-Honda            | 9     | Felfüggesztés   | 14       |        |
| Kiesett | 16   | Ivan Capelli       | March-Ford             | 7     | Motorhiba       | 24       |        |
| Kiesett | 25   | René Arnoux        | Ligier-Megatron        | 6     | Gyújtás         | 12       |        |
| Kiesett | 7    | Riccardo Patrese   | Brabham-BMW            | 5     | Gyújtás         | 11       |        |

## Statisztikák
Vezető helyen:
- Ayrton Senna: 1 (1)
- Nigel Mansell: 10 (2-7 / 19-22)
- Alain Prost: 28 (8-18 / 23-39)
- Nelson Piquet: 5 (40-44)

Nelson Piquet 18. győzelme, Nigel Mansell 9. pole-pozíciója, 8. leggyorsabb köre.
- Williams 35. győzelme.

Nigel Mansell 100. versenye.